# Фогель, Роберт Филиппович
Роберт Филиппович Фогель (17 февраля (1 марта) 1859, Ржищев, Киевская губерния, Российская империя — 27 февраля 1920, Киев) — российский астроном и геодезист немецкого происхождения.

## Биография
Родился в Ржищеве Киевской губернии.
Учился в Киево-Подольской прогимназии, а затем в Киевской 3-й гимназии, которую окончил в 1880 году с золотой медалью. В 1886 году окончил физико-математический факультет Университета Св. Владимира.
В 1888 году был командирован в Пулковскую обсерваторию для фотометрических и спектроскопических наблюдений. В 1891 году защитил магистерскую диссертацию на степень под названием «Определение элементов орбит по трем наблюдениям». В 1892 году направлен в командировку за границу, где ознакомился с работой крупнейших европейских астрономических обсерваторий, занимался астрофотографией, а в Римской Коллегии под руководством профессора Пьетро Таччини — спектроскопией. По возвращении из-за границы (1893) преподавал в Киевском университете в качестве приват-доцента, в 1894 году назначен астрономом-наблюдателем университетской обсерватории. В 1895 году защитил диссертацию на степень доктора астрономии и геодезии под названием: «Определение орбит мало наклоненных к эклиптике», за это сочинение удостоен Русским астрономическим обществом половинной премией государя императора. В 1897 году назначен экстраординарным профессором по кафедре астрономии и геодезии в Киевском университете, в 1899 году — ординарным профессором по той же кафедре и с 1901 года, кроме того — директором Киевской обсерватории, на этом посту проработал до своей кончины.
Основные труды относятся к теоретической астрономии. В работах, посвященных определению орбит планет и комет (1891—1895), развил и дополнил классические методы, предложенные Гауссом и Ольберсом. Опубликовал ряд учебников по описательной, сферической и теоретической астрономии.

## Публикации
- «Способ предвычисления солнечных затмений» («Киевские Университетские Известия», 1884);
- «Теорема Ламберта» («Киевские Университетские Известия», 1889);
- «Строение и деятельность солнца» («Киевские Университетские Известия», 1893);
- «Применение фотографии к решению астрономических вопросов» (Киев, 1894);
- «Способ определения широты и времени» («Киевские Университетские Известия», 1898).